# Franz Martin (General)
Franz Martin (* 13. März 1826 in Kaiserslautern; † 11. Februar 1906 in Starnberg) war ein bayerischer Generalmajor.

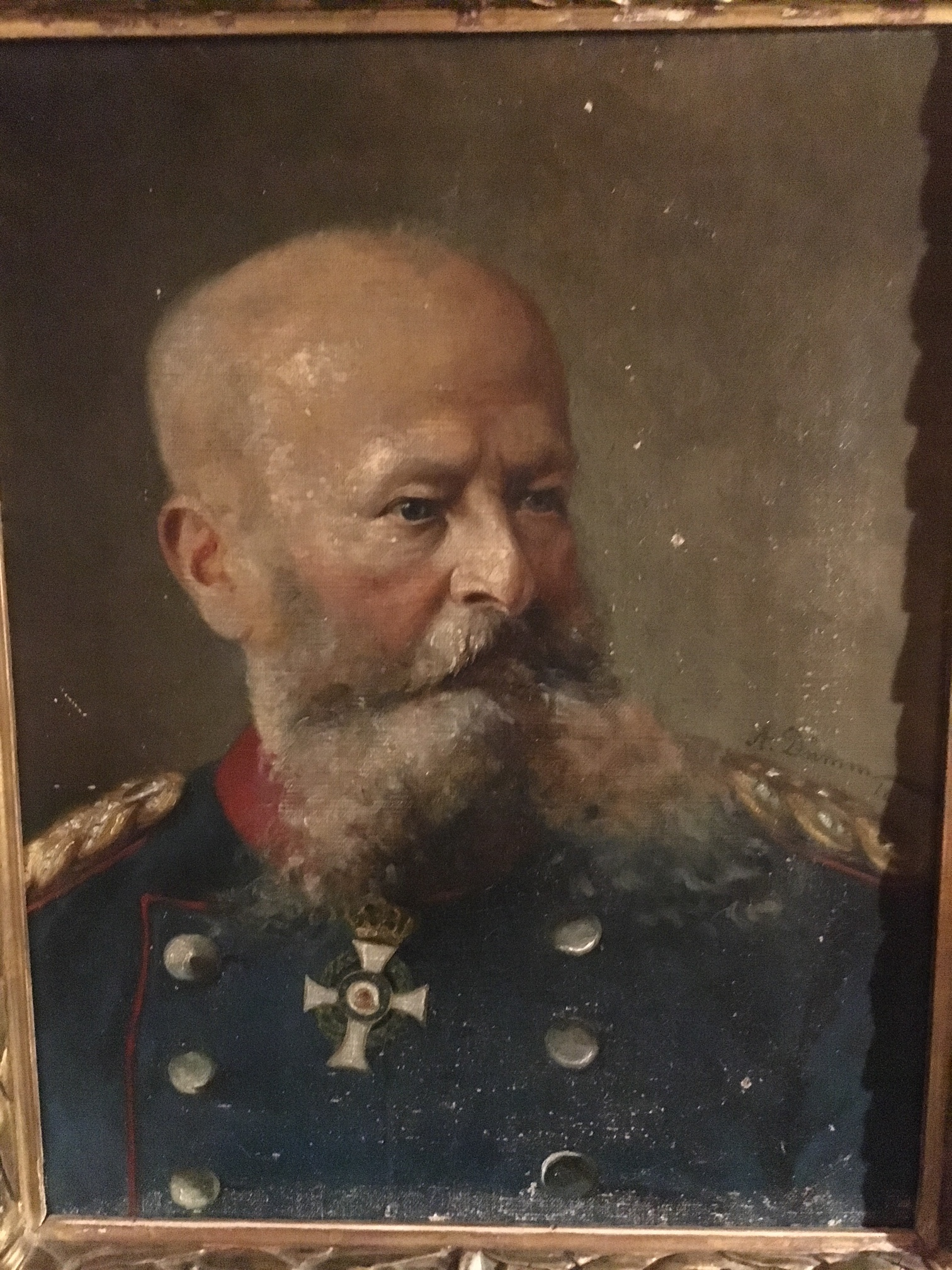
Franz Martin, Generalmajor

## Leben

### Herkunft
Franz war das fünfte Kind des Oberbaurats Joseph Martin (1790–1831) und dessen Ehefrau Luise Margarethe, geborene Gärtner (1799–1864). Seine älteste Schwester, Apollonia Josepha Ludowika Martin (1820–1911), war die Ehefrau des Arztes, Verlegers und Politikers Lukas Jäger (1811–1874); sein ältester Bruder Paul Martin (1821–1901) war Kunstmaler.

### Militärkarriere
Nach Absolvieren des Kadettenkorps trat Martin am 11. August 1845 als Junker in das 11. Infanterie-Regiment der Bayerischen Armee ein. Am 7. April 1847 wurde er zum Unterleutnant und am 10. April 1850 zum Oberleutnant befördert. Am 16. Mai 1859 wurde Martin Hauptmann 2. Klasse im Infanterie Leib-Regiment und am 31. März 1866 Hauptmann 1. Klasse.
Martin nahm 1866 als Chef der 5. Schützenkompanie während des Krieges gegen Preußen an den Gefechten bei Nüdlingen, Homburg, Uettingen, Roßbrunn teil. Durch Armeebefehl vom 20. August 1866 wurde Martin für sein Verhalten vor dem Feinde belobt.
Nach seiner Beförderung zum Major am 18. September 1870 nahm Martin während des Krieges gegen Frankreich an den Kämpfen bei La Fourche, Villepion, Loigny/Poupry, Orléans und Meung teil. Als Führer des I. Bataillons erlitt er in der Schlacht bei Beaugency eine schwere Schussverletzung in den rechten Unterschenkel. Für sein Verhalten wurde er mit dem Ritterkreuz I. Klasse des Militärverdienstordens und mit dem Eisernen Kreuz II. Klasse dekoriert.
Vom 15. bis zum 23. April 1871 war er als Courier zum Oberkommando der deutschen Armee beordert. Am 7. Februar 1872 erteilte der Bayerische König ihm die Bewilligung zur Annahme und zum Tragen des ihm vom sächsischen König verliehenen Komtur II. Klasse des Albrechts-Ordens. Am 1. Januar 1872 erfolgte seine Ernennung zum Kommandeur des III. Bataillons und Anfang Dezember 1874 stieg er zum Oberstleutnant auf. Am 1. Oktober 1878 wurde Martin Kommandeur des neu aufgestellten 16. Infanterie-Regiments und in dieser Stellung avancierte er am 1. Dezember 1878 zum Oberst. Vom 1. bis 14. Oktober 1880 nahm Martin an einem Informationskursus für Regimentskommandeure der Infanterie an der Militärschießschule in Spandau und vom 20. April bis 21. Mai 1881 an den Übungen des preußischen Gardekorps teil. Unter Verleihung des Charakters als Generalmajor nahm Martin am 24. April 1882 seinen Abschied mit Pension.
An seiner Beerdigung im Alten nördlichen Friedhof in München nahmen zahlreiche Generale und auch der nur wenige Tage später, am 21. Februar 1906, verstorbene ehemalige Kriegsminister Adolph von Asch teil.

### Familie
Am 8. Juni 1852 heiratete er Therese Mayr (1825–1882). Aus der Ehe gingen die Tochter Luise (1853–1930) hervor, die den Oberstleutnant Max Schaezler (1841–1915) ehelichte. Der Sohn Franz, stieg zum Generalleutnant (1844–1931) auf und wurde 1917 durch die Verleihung des Verdienstordens der Bayerischen Krone in den persönlichen Adelsstand erhoben.